# Газдарица (филм из 1998)
Газдарица (енгл. The Landlady), у Немачкој познатији као Фатални уговор — До смрти, амерички је психолошки хорор филм из 1998. године, редитеља Роберта Маленфанта, са Талијом Шајер и Џеком Колманом у главним улогама. Радња прати газдарицу која је патолошки заљубљена у свог подстанара. 
Шајер, која се претходно прославила улогом Кони Корлеоне у култној трилогији Кум (1972—1990), потписана је и као један од продуцената. Продукцијска кућа Лајонсгејт дистрибуирала је филм директно на видео 26. августа 1998. Добио је негативне оцене критичара, а публика сајта Ротен томејтоуз оценила га је са 15%. Није успео да стекне већу популарност упркос томе што су у главним улогама били препознатљиви глумци.
Поједини критичари навели су да Газдарица садржи елементе Психа (1960) и Мизери (1990), али да је коначан резултат испао ненамерно смешан.

## Радња
Мелани Лирој се патолошки заљубљује у свог новог подстанара Патрика Формана. Упркос томе што је поприлично старија од њега, Мелани жели да је Патрик ожени и одлучује да елиминише сваког ко би јој могао покварити планове.

## Улоге
| Глумац                   | Улога          |
| ------------------------ | -------------- |
| Талија Шајер             | Мелани Лирој   |
| Џек Колман               | Патрик Форман  |
| Мелиса Бер               | Лиз Рис        |
| Брус Вајц                | Пепер Макален  |
| Бет Форд                 | Жистин Велч    |
| Ди Фриман                | Џени Хаген     |
| Нејтан ле Гранд          | Ралстон Лирој  |
| Сузи Сингер              | Вениче Доријан |
| Лујза Лешин              | госпођа Инес   |
| Климент вон Франкенштајн | Лоренс Герард  |